# The Flash (série télévisée d'animation)
Pour les articles homonymes, voir The Flash.
The Flash est une série télévisée d'animation américaine en trois épisodes de 6 minutes produite par Filmation et diffusée du 11 au 25 novembre 1967 sur le réseau CBS. Elle a été diffusée dans le cadre de l'émission The Superman/Aquaman Hour of Adventure d'une durée de 60 minutes comptant neuf séries au total.
Cette série est inédite dans tous les pays francophones.

## Synopsis
Barry Allen policier a la police scientifique de central cité est à la suite d'une exposition à la foudre dorénavant doté d'une super vitesse appelée vitesse pure. Il devient le super héros The Flash.

## Distribution

### Voix originales
- Cliff Owens : Barry Allen / The Flash
- Tommy Cook : Wally West / Kid Flash

## Épisodes
1. The Chemo-Creature
2. Take a Giant Step
3. To Catch a Blue Bolt